# لازم الوجود
لازم الوجود في المنطق ما يمتنع انفكاكه عن الماهية مع عارض مخصوص، ويمكن انفكاكه عن الماهية من حيث هي هي.